# تشيستر بارنز
تشيستر بارنز (بالإنجليزية: Chester Barnes)‏ هو لاعب تنس الطاولة بريطاني، ولد في 27 يناير 1947 في فورست غيت ‏ في المملكة المتحدة وتوفي في 18 مارس 2021.

## وصلات خارجية
- تشيستر بارنز على موقع منظمة تنس الطاولة العالمي (الإنجليزية)